# Trai Trung Hoa
Trai Trung Hoa (Danh pháp khoa học: Potamocorbula amurensis) là một loài trai trong họ Cardiidae có nguồn gốc ở Nhật Bản, Trung Quốc và Triều Tiên, được du nhập vào Mỹ và gây tác hại nghiêm trọng đến môi trường nước ở đây do chúng cạnh tranh được vị trí của quần xã sinh vật đáy bản địa cũng như tiêu diệt quần xã thực vật nổi. Đây là một loài xâm lấn.